# Palliengeld

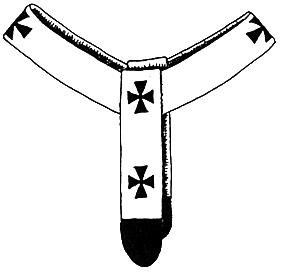
Pallium

Das Palliengeld war eine bei der Wahl eines Metropoliten an den Papst zu zahlende Abgabe. Nach der Zahlung wurde die Wahl vom Papst durch die Überreichung des Palliums (eines vom Papst gesegneten Amtsabzeichens aus bestickter Wolle) bestätigt. Der Besitz des Palliums war Voraussetzung zur Ausübung des Ius ordinis und des Ius iurisdictionis der Synodenberufung.
Der berühmteste Fall der Zahlung von Palliengeld war die Summe von 20.000 Gulden, die Albrecht von Brandenburg, Erzbischof von Magdeburg, 1517 für seine Wahl zum Erzbischof von Mainz an den Papst zu entrichten hatte. Um das Geld aufzubringen, ließ er Ablassprediger wie Johann Tetzel in seinen Territorien den Petersablass eintreiben.